# Alhambra Nievas
María de la Alhambra Nievas González (Beas de Granada, 9 agosto 1983) è un'ex giocatrice e arbitro spagnola di rugby a 15, 3 volte internazionale per la Spagna femminile e giudicata nel 2016 miglior direttore di gara del mondo da World Rugby; a livello di club militò dal 2002 al 2012 nella squadra dell'Università di Malaga, in cui si è laureata ingegnere delle telecomunicazioni; nel 2018 ha terminato anche la carriera arbitrale, durante la quale è stata la prima donna a dirigere un incontro internazionale maschile.

## Biografia
Andalusa di Granada ma cresciuta a Malaga, presso la cui Università intraprese gli studi di ingegneria delle telecomunicazioni, Nievas praticò calcio, tennis, pallacanestro, karate e pallavolo prima di avvicinarsi al rugby su stimolo delle sue compagne d'ateneo a 19 anni.
Nel 2002 entrò nella squadra di rugby del centro sportivo universitario di Malaga, e già nel 2006 iniziò ad arbitrare, seppure non fosse quella la sua principale aspirazione sportiva al momento.
Benché nel giro della nazionale femminile spagnola già dall'inizio della sua attività, esordì in prima squadra solo nel corso del Sei Nazioni 2006 e disputò tre incontri in tutto.
Terminata l'attività agonistica nel 2013, si dedicò all'arbitraggio a tempo pieno, e nel 2014 debuttò a livello internazionale nel rugby a 7 dirigendo nel Women's Seven Series; diresse il suo primo test match nel XV ad Auckland il 7 giugno 2014 tra Nuova Zelanda e Samoa e in corso d'anno fu convocata anche nel panel arbitrale alla Coppa del Mondo in Francia, in cui fu assistente di linea.
Nel 2015 esordì nel Sei Nazioni dirigendo a Londra l'incontro tra Inghilterra e Italia, e a novembre fu candidata al titolo di miglior arbitro dell'anno, premio che poi andò al collega gallese Nigel Owens; il 2016 la vide selezionata nel panel del torneo femminile olimpico di rugby a 7 di Rio de Janeiro, la cui finale tra Australia e Nuova Zelanda diresse; a fine stagione giunse il riconoscimento, condiviso con il sudafricano Rasta Rasivhenge, di miglior arbitro dell'anno da parte di World Rugby, vinto superando le candidature del francese Jérôme Garcès e dell'altro sudafricano Jaco Peyper; nello stesso periodo le fu conferita anche l'onorificenza nazionale della medaglia di bronzo al merito sportivo.
Nel 2017 giunse anche l'esordio in Coppa del Mondo in Irlanda come arbitro in campo; in tale torneo diresse, tra le altre gare, la semifinale tra Stati Uniti e Nuova Zelanda a Belfast; a ottobre di quell'anno giunse la designazione alla direzione di un incontro valido per la Conference 2 del campionato europeo, in programma a Helsinki tra Finlandia e Norvegia, grazie alla quale divenne così la prima donna ad arbitrare un incontro internazionale maschile, precedendo di appena due settimane la sua collega irlandese Joy Neville cui fu affidato un incontro dello stesso campionato e che succedette proprio a Nievas nella conquista del titolo di miglior arbitro dell'anno.
A fine luglio 2018, dopo avere arbitrato la finale del terzo posto alla Coppa del Mondo femminile a 7 a San Francisco, Nievas ha annunciato il suo ritiro dall'attività arbitrale, riservandosi di spiegare in un secondo momento i motivi della cessazione dell'attività a meno di due settimane dal suo trentacinquesimo compleanno.